# Docking (Norfolk)
Docking is een civil parish in het bestuurlijke gebied King's Lynn en West Norfolk, in het Engelse graafschap Norfolk met 1200 inwoners.